# Hans Richarts
Hans Richarts (* 14. Oktober 1910 in Schwarzenborn (Eifel); † 12. Juni 1979 in Trier) war ein deutscher Landwirt und Politiker (CDU).

## Leben
Richarts war Diplom-Landwirt. Wohl zum 1. Mai 1933 trat er in die NSDAP ein (Mitgliedsnummer 3.501.600). 1938 bis 1939 war er Leiter der Landbauaußenstelle II in Trier. 1939 bis 1945 war er in der Wehrmacht und anschließend in Kriegsgefangenschaft. 1946 bis 1948 war er Außenstellenleiter beim Saatbau-Verband für Rheinland-Pfalz. 1948 wechselte er zur Landwirtschaftskammer Rheinland-Nassau, wurde 1950 Landwirtschaftsrat und später Oberlandwirtschaftsrat. 1952 wurde er in den Rat der Stadt Trier gewählt.
Richarts gehörte dem Deutschen Bundestag von 1953 bis zum 16. September 1969 und erneut vom 20. Oktober 1969 bis 1972 an. Richarts legte sein Bundestagsmandat am 16. September 1969 nieder, um als Beamter im Ruhestand reaktiviert zu werden. Dies war eine Voraussetzung für seine Beförderung zum Oberlandwirtschaftsrat, was für ihn ein erhöhtes Ruhestandsgehalt bedeutete. Er vertrat zunächst den Wahlkreis Prüm und ab 1965 den Wahlkreis Bitburg im Parlament. Seit 1926 war er Mitglied im wissenschaftlichen katholischen Studentenverein Unitas Rhenania zu Bonn.
Vom 27. Februar 1958 bis zum 14. Februar 1973 war er auch Mitglied des Europaparlaments in der Fraktion EVP. In dieser Funktion stellte er am 11. Dezember 1967 als erster EP-Abgeordneter eine Frage an die Europäische Kommission zur Möglichkeit europäischer Regeln für den Vogelschutz, die die Kommission damals abschlägig beantwortete. Diese wurden erst 1979 mit der Europäischen Vogelschutzrichtlinie umgesetzt.

## Ehrungen
- 1968: Verdienstkreuz 1. Klasse der Bundesrepublik Deutschland
- 1973: Großes Verdienstkreuz der Bundesrepublik Deutschland[8]